# 上朗根埃格
上朗根埃格（德语：Oberlangenegg）是瑞士的城鎮，位於該國中西部，由伯恩州負責管轄，面積9.12平方公里，一半土地是森林，海拔高度920米，2011年人口485，人口密度每平方公里53人。